# Hidroelektrane u Hrvatskoj
Hidroelektrane u Hrvatskoj čine više od polovice elektrana u strukturi našeg elektroenergetskog sustava. Nazivna snaga svih hidroelektrana u Republici Hrvatskoj 2008. iznosila je 2097 MW, što je 55% ukupne snage svih elektrana na području Republike Hrvatske. Hrvatska zbog toga spada među vodeće zemlje u proizvodnji energije iz obnovljivih izvora. Hidroelektrane su proizvele 4357 GWh električne energije u 2007., a 5277 GWh u 2008., što čini približno 25%, odnosno 29% električne energije preuzete u elektroenergetski sustav Republike Hrvatske, zato što još uvijek dobar dio električne energije uvozimo. Danas je u Hrvatskoj u pogonu 17 velikih hidroelektrana (više od 10 MW), akumulacijskog i protočnog tipa, oko 20 malih hidroelektrana (od 0,5 do 10 MW) i nekoliko mini (od 0,1 do 0,5 MW) i mikro hidroelektrana (od 5 do 100 kW). Najveća hidroelektrana je HE Zakučac, s ukupnom instaliranom snagom 486 MW, a isporučuje oko trećinu ukupne hidroenergije u Hrvatskoj.

## Povijest hidroelektrana u Hrvatskoj
- 1884. izgrađena Mala hidroelektrana Pamučna industrija Duga Resa na rijeci Mrežnici, s dvije vodne turbine snage 662 kW. Kasnije je elektrana proširena s 3 vodne turbine ukupne snage 824 kW i parnom turbinom snage 1000 kW.
- 1895. prva hidroelektrana izgrađena na Skradinskom buku na rijeci Krki, današnja HE Jaruga (pad 10 m, 1 vodna turbina, jednofazni generator 300 kVA);
- 1904. izgrađena nova HE Jaruga snage 5,4 MW;
- 1906. HE Miljacka (snaga 17,7 MW, pad 105 m i instalirani protok 24 m3/s);
- 1908. MHE Ozalj 1 na rijeci Kupi (snaga 2,5 MW);
- 1912. HE Kraljevac na rijeci Cetini (2 agregata, snaga 25,6 MW, pad 100 m i instalirani protok 30 m3/s);
- 1913. u MHE Ozalj 1 ugrađen i stavljen u rad treći agregat, ukupno instalirana snaga 3,3 MW;
- 1921. proradila MHE Zeleni Vir (1,7 MW) na potoku Curak;
- 1932. 2. faza HE Kraljevac (2 agregata, snaga 41,6 MW, instalirani protok 50 m3/s);
- 1936. u pogonu drugi agregat (5,6 MW) u HE Jaruga;
- do Drugog svjetskog rata 153 male hidroelektrane u Hrvatskoj;
- 1952. proradila HE Vinodol (94,5 MW), koja koristi vode u slivu Gorskog kotara. Izgrađena MHE Ozalj 2 s dvije proizvodne jedinice ukupne snage 2,2 MW (sveukupno 5,5 MW);
- 1953. u pogonu HE Zavrelje (2 MW) koja koristi vode sliva Trebišnjice (BiH);
- 1957. proradila CHE Fužine (turbinski pogon 4,6 MW; crpni pogon 4,8 MW), koja koristi vode u slivu Gorskog kotare;
- 1959. izgrađena HE Gojak (48 MW) na rijekama Mrežnici i Dobri;
- 1960. u pogonu HE Peruča na rijeci Cetini, snage 41,6 MW;
- 1962. prva faza HE Zakučac (216 MW) na rijeci Cetini;
- 1965. u pogonu HE Dubrovnik (216 MW) koja koristi vode sliva Trebišnjice (BiH). Proradila HE Senj koja koristi vode sliva Gacke i Like, snage 216 MW;
- 1968. u pogonu HE Rijeka 36,8 MW koja koristi vode Rječine;
- 1970. u pogonu HE Sklope (22,5 MW) koja koristi vode sliva Gacke i Like;
- 1974. proradila Crpna stanica Buško blato (BiH) 10,8 MW. U pogonu HE Orlovac (237 MW) koja koristi vode sliva umjetnog jezera Buško blato;
- 1975. puštena u pogon HE Varaždin na rijeci Dravi (86,6 MW);
- 1981. u pogonu MHE Golubić (7,5 MW) koja koristi vode rijeka Krke i Butišnice. Proradio drugi agregat (270 MW) u HE Zakučac;
- 1982. izgrađena HE Čakovec na rijeci Dravi (76 MW);
- 1984. u pogonu RHE Velebit (276 MW) koja koristi vode rijeka Zrmanje i Štikade;
- 1985. u pogonu RHE Lepenica (1,14 MW) koja koristi vode u slivu Gorskog kotare;
- 1988. U pogonu mHE Krčić na rijeci Krki (0,375 MW);
- 1989. izgrađena HE Dubrava na rijeci Dravi (76 MW). U pogonu HE Đale (40,8 MW) koja koristi vode sliva Cetine;
- 1998. obnovljena MHE Roški slap (1,76 MW);
- 2010. je HE Lešće (42,3 MW) puštena u rad;
- 2012. izgrađena Mini hidroelektrana Pleternica na rijeci Orljavi snage 0,22 MW, prva hidroelektrana u vlasništvu neke jedinice lokalne samouprave u Hrvatskoj (grad Pleternica).

U dogledno vrijeme u planu je izgradnja:
- HE Podsused (43 MW)
- HE Kosinj (28 MW)
- HE Novo Virje (138 MW)
- HE Ombla (68,5 MW)
- HE Dubrovnik 2

## Velike hidroelektrane u Hrvatskoj
U priloženoj tablici nalazi se popis svih velikih hidroelektrana u Republici Hrvatskoj (HE znači hidroelektrana, RHE znači reverzibilna hidroelektrana, CS znači crpna stanica, CHE znači crpna hidroelektrana).
| Velike hidroelektrane | Raspoloživa snaga (MW) | Prosječna proizvodnja (GWh) |
| --------------------- | ---------------------- | --------------------------- |
| HE Zakučac            | 576                    | 1 441                       |
| HE Senj               | 216                    | 972                         |
| HE Dubrovnik          | 216 (108 HR + 108 BiH) | 660,5                       |
| HE Varaždin           | 86,5                   | 447                         |
| HE Orlovac            | 237                    | 360                         |
| RHE Velebit           | 276/-240               | 357                         |
| HE Čakovec            | 82                     | 349                         |
| HE Dubrava            | 82,4                   | 349                         |
| HE Gojak              | 48                     | 191                         |
| HE Vinodol            | 94,5                   | 139                         |
| HE Đale               | 40,8                   | 128                         |
| HE Miljacka           | 24                     | 122                         |
| HE Peruća             | 41,6                   | 120                         |
| HE Rijeka             | 36,8                   | 87                          |
| HE Sklope             | 22,5                   | 85                          |
| HE Kraljevac          | 46,4                   | 55                          |
| HE Lešće              | 42,3                   | 31                          |

## Male hidroelektrane u Hrvatskoj
Male hidroelektrane imaju instaliranu snagu od 0,5 MW do 10 MW (oznaka MHE), mini hidroelektrane imaju instaliranu snagu od 0,1 MW do 0,5 MW (oznaka mHE), mikro hidroelektrane imaju instaliranu snagu od 5 kW do 100 kW (oznaka μHE) i piko hidroelektrane imaju instaliranu snagu manju od 5 kW. Trenutačno je u Hrvatskoj u pogonu dvadesetak malih hidroelektrana. Postoji i nekoliko malih hidroelektrana koje su izgrađene pa napuštene, a moguće ih je staviti u rad uz relativno mala ulaganja. Planiranje i izgradnja malih hidroelektrana u nas prepuštena je privatnoj inicijativi. Unatoč činjenici da se ulaganjem u izgradnju takvih objekata financijska sredstva ne vraćaju brzo, točnije tek nakon 10 do 15 godina, zanimanje investitora za to područje je veliko. S obzirom na to da je riječ o izvoru energije koji ne treba kupovati i na koji ne utječu promjene na svjetskim tržištima energenata, on je vrlo zanimljiv kao stabilan i strateški neovisan domaći izvor energije. Tehničko rješenje izvedbe male hidroelektrane, a time i investicija, značajno ovisi o geomorfološkim karakteristikama same lokacije, količini vode, ograničenjima zaštite prirode i okoliša, zaštite kulturne baštine, udaljenosti objekta od elektroenergetske mreže preko koje se prenosi proizvedena električna energija, te o tipu objekta, vidljivo je da od lokacije do lokacije početna ulaganja mogu značajno varirati, tako da se ne može dati generalna procjena koliko izgradnja jedne male hidroelektrane stvarno stoji.
U Hrvatskoj postoje sljedeće male hidroelektrane:
| Male hidroelektrane              | Raspoloživa snaga (MW) | Prosječna proizvodnja (GWh) |
| -------------------------------- | ---------------------- | --------------------------- |
| MHE Jaruga                       | 7,2                    | 28                          |
| MHE Ozalj                        | 5,5                    | 23                          |
| MHE Golubić                      | 7,5                    | 21                          |
| MHE Zeleni Vir                   | 1,7                    | 7,7                         |
| MHE Roški Slap                   | 1,764                  | 7,5                         |
| MHE Dubrava                      | 1,1                    | 7,3                         |
| MHE Čakovec                      | 1,1                    | 6,8                         |
| CHE Fužine                       | 4,6 MW/-4,8 MW         | 4,7                         |
| MHE Zavrelje                     | 2                      | 4,0                         |
| mHE Dubrava                      | 0,68 MW = 2 x 0,34 MW  | 4,0                         |
| MHE Varaždin                     | 0,58                   | 3,8                         |
| MHE Tvornica cementa Majdan      | 1,2                    | 3,5; ne radi trenutno       |
| MHE Finvest                      | 1                      | 3,2                         |
| mHE Čakovec                      | 0,34                   | 2,2                         |
| MHE Pamučna industrija Duga Resa | 1,1                    | 2,0                         |
| mHE Krčić                        | 0,375                  | 2,0                         |
| mHE Pleternica                   | 0,22                   | 1,1?                        |
| RHE Lepenica                     | 1,14/-1,25             | 0,5                         |
| μHE Bujan - Kupčina.             | 0,03                   | 0,1                         |
| μHE Finvest                      | 0,03                   | 0,1                         |
| μHE Mataković                    | 0,015                  | 0,1                         |
| μHE Urh - Čabranka               | 0,008                  | 0,05                        |

## Hidroelektrane na Cetini
Hidroenergetski sustav rijeke Cetine obuhvaća: HE Peruća, HE Orlovac, CS Buško blato, HE Đale, HE Zakučac i HE Kraljevac.

### HE Peruća
Perućko jezero prvo je veliko umjetno jezero u krškom terenu i prva daljinska akumulacija elektroenergetskog sustava rijeke Cetine. Korisni obujam jezera značajno utječe na izravnavanje protoka Cetine na nizvodnim energetskim stepenicama od Sinjskog polja do Jadranskog mora. Koncentracija pada ostvarena izgradnjom brane Peruća koristi se u pribranskoj hidroelektrani Peruća. 

### HE Orlovac
HE Orlovac je visokotlačno derivacijsko postrojenje čiji se objekti nalaze u dvije države: umjetno jezero s pripadajućim objektima i jedan dio dovodnog tunela su u Bosni i Hercegovini, a drugi dio dovodnog tunela, vodna komora, tlačni cjevovod, strojarnica i odvodni kanal strojarnice su u Republici Hrvatskoj. Osim umjetnog jezera Buško blato, postoji i umjetno jezero Mandak. Ako je dotok s Livanjskog polja veći od potreba hidroelektrane, reverzibilnim kanalom Lipa - Buško blato prebacuje se u umjetno jezero Buško blato pomoću reverzibilnog postrojenja Crpne stanice Buško blato (CS Buško blato). 

### HE Đale
HE Đale je smještena u klancu rijeke Cetine nizvodno od Trilja, a koristi energetski potencijal na padu 21 metara između Sinjskog polja i umjetnog jezera Prančevići. Za proizvodnju koristi već regulirane vode rijeke Cetine. 

### HE Kraljevac
HE Kraljevac se nalazi 21 kilometar od ušća Cetine u more i nakon što je 1932. izgrađena druga faza, s ukupnom instaliranom snagom od 67,2 MW u to vrijeme je bila najveća hidroelektrana u ovom dijelu Europe. Nakon puštanja u pogon druge faze HE Zakučac 1980., HE Kraljevac je izgubila svoj raniji značaj.

### HE Zakučac
HE Zakučac je smještena na ušću rijeke Cetine u more kod Omiša. Prema snazi i proizvodnji HE Zakučac je najveće postrojenje na slivu rijeke Cetine, na koje otpada približno 69% ukupne godišnje proizvodnje.

## Hidroelektrane na Lici i Gackoj
Hidroenergetski sustava Senj (HES Senj) sačinjavaju HE Senj i HE Sklope, a koristi hidroenergetski potencijal ponornica Like i Gacke, te potoka Bakovac na potezu od Ličke visoravni do mora, gdje je smještena podzemna strojarnica. Ovaj hidroenergetski sustav čine još umjetno jezero Kruščica na rijeci Lici, kompenzacijsko jezero u Gusić polju i složeni derivacijski trakt koji se sastoji od 3 tunela duljine blizu 33 kilometara i 20 kilometara kanala i otvorenih riječnih tokova. 

### Hidroelektrana Senj
Hidroelektrana Senj ili HE Senj je derivacijska hidroelektrana koja se nalazi u Ličko-senjskoj županiji, na obali Jadranskog mora u blizini mjesta Sveti Juraj. HE Senj je u pogonu od 1965. Instalirani volumni protok je 60 m3/s (3 x 20 m3/s), a konstruktivni neto pad vode je 410 metara. Instalirana snaga HE Senj je 216 MW (3 Francisove turbine x 72 MW). HE Senj prosječno godišnje proizvodi oko 972 GWh električne energije, što je približno 10% ukupnih potreba električne energije Hrvatske (odnosno približno 22% ukupne proizvodnje hidroenergije), dok je maksimalna godišnja proizvodnja bila 1 305 GWh (1980.). HE Senj je ustvari dio hidroenergetskog sustava Senj (HES Senj), u kojem se nalazi i Hidroelektrana Sklope (22,5 MW), a koristi hidroenergetski potencijal ponornica Like i Gacke, te potoka Bakovac na potezu od Ličke visoravni do mora, gdje je smještena podzemna strojarnica. Ovaj hidroenergetski sustav čine još umjetno jezero Kruščica na rijeci Lici, kompenzacijsko jezero u Gusić polju i složeni derivacijski trakt koji se sastoji od 3 tunela duljine blizu 33 kilometara i 20 kilometara kanala i otvorenih riječnih tokova.

### Hidroelektrana Sklope
Hidroelektrana Sklope ili HE Sklope se gradila dvije godine (1968. – 1970.) na području Ličko-senjske županije na rijeci Lici. Zbog te hidroelektane moralo se napraviti umjetno jezero Krušćica, a to je ujedno značilo i potopljavanje sela Sveti Ilija s istoimenom crkvom i njegovih zaseoka. To je bio veliki problem, jer se mnogo ljudi trebalo iseliti i napustiti svoje domove. Hidroelektrana Sklope ima instalirani volumni protok 45 m3/s, a konstruktivni neto pad vode je 60 metara. Instalirana snaga HE Sklope je 22,5 MW (Francisova turbina). HE Sklope prosječno godišnje proizvodi oko 85 GWh, dok je maksimalna godišnja proizvodnja bila 124 GWh (1980.) električne energije. HE Sklope je ustvari dio hidroenergetskog sustava Senj (HES Senj), u kojem se nalazi i Hidroelektrana Senj (216 MW), a koristi hidroenergetski potencijal ponornica Like i Gacke, te potoka Bakovac na potezu od Ličke visoravni do mora, gdje je smještena strojarnica HE Senj. Ovaj hidroenergetski sustav čine još umjetno jezero Kruščica na rijeci Lici, kompenzacijsko jezero u Gusić polju i složeni derivacijski trakt koji se sastoji od 3 tunela duljine blizu 33 kilometara i 20 kilometara kanala i otvorenih riječnih tokova.

## Hidroelektrane na Lokvarki i Ličanki
Glavni dijelovi HES Vinodol su pregrada i umjetno jezero Lokvarka (Lokvarsko jezero), Crpna hidroelektrana Fužine (CHE Fužine), pregrada i umjetno jezero Bajer, pregrada i umjetno jezero Lepenica, Reverzibilna hidroelektrana Lepenica (RHE Lepenica), Crpna stanica Križ (CS Križ), Crpna stanica Lič (CS Lič), umjetno jezero i pregrada Potkoš, cjevovod Potkoš - CS Lič, tunel Lokvarka-Ličanka, spojni tunel Križ, cjevovod Lič (stari i novi), tunel Kobiljak - Razromir, tlačni cjevovod HE Vinodol, podzemna strojarnica HE Vinodol. U okviru sustava HE Vinodol se organizacijski nalazi i Mala hidroelektrana Zeleni vir ili MHE Zeleni Vir, premda nije u istom hidrotehničkom sustavu. HE Vinodol se nalazi i Primorsko-goranskoj županiji, u mjestu Tribalj. HE Vinodol je visokotlačna akumulacijska hidroelektrana derivacijskog tipa. 

### Hidroelektrana Vinodol
Hidroelektrana Vinodol ili HE Vinodol je hidroelektrana koja je ustvari je samo dio hidroenergetskog sustava Vinodol (HES Vinodol), koji koristi vodnu snagu sa slivnih područja rijeke Lokvarke (Lokvarsko jezero zajedno s potokom Križ) i Ličanke (umjetna jezera Bajer, Lepenica i Potkoš), te još nekoliko manjih potoka. Premda nije riječ o velikom slivnom području (približno 80 km2), energetsku vrijednost ovog sustava omogućuje činjenica da se to područje nalazi na nadmorskoj visini većoj od 700 metara i da je konstruktivni pad na HE Vinodol 658,5 metara, što je jedan od najviših ostvarenih padova na hidroelektranama u Europi. Izgradnja objekata započeta je 1939., a sustav je u pogonu od 1952. U cilju povećanja proizvodnje, u sustav je 1985. uključena i Reverzibilna hidroelektrana Lepenica ili RHE Lepenica.

### Reverzibilna hidroelektrana Lepenica
Reverzibilna hidroelektrana Lepenica ili RHE Lepenica se nalazi u dolini potoka Lepenice (pokraj mjesta Fužine, Primorsko-goranska županija), koja je pritoka umjetnog jezera Bajer, gdje je izgrađena brana s kojom se dobilo umjetno jezero Lepenica. Padom do umjetnog jezera Bajer se koristi Reverzibilna hidroelektrana Lepenica u turbinskome radu, dok se u crpnome pogonu voda iz umjetnog jezera Bajer prebacuje u umjetno jezero Lepenica. Početak rada RHE Lepenica bila je 1985. RHE Lepenica ima instalirani volumni protok 6,2 m3/s u turbinskom radu ili 5,3 m3/s u crpnom radu. Konstruktivni nazivni pad je 17,95 metara u turbinskom radu ili nazivni napor 15 metara u crpnom radu. Instalirana snaga RHE Lepenica je 1,14 MW u turbinskom radu, a instalirana snaga crpki je 1,25 MW.

### Crpna hidroelektrana Fužine
Crpna hidroelektrana Fužine ili CHE Fužine je hidroelektrana koja koristi vodeni pad između akumulacije Lokvarskog jezera i umjetnog jezera Bajer (24,5 do 54,5 metara), a ujedno služi za prebacivanje vode iz donjeg jezera Bajer u gornje Lokvarsko jezero. U tu svrhu, u strojarnici CHE Fužine ugrađen je jedan trojni agregat (vodna turbina + generator), na zajedničkoj vertikalnoj osovini, na kojoj se na vrhu nalazi elektromotor – generator, u sredini je vodna turbina tipa Francis (Francisova turbina), dok je na donjem kraju centrifugalna crpka. Veza elektrane s mrežom je preko 30 kV voda, dugog oko 14 kilometara, koji preko Trafostanice Vrata vodi do sabirnica 35 kV u HE Vinodol. Godina početka pogona CHE Fužine bila je 1957. 

### Mala hidroelektrana Zeleni vir
Mala hidroelektrana Zeleni vir, MHE Zeleni vir ili Munjara Zeleni Vir je mala hidroelektrana na potoku Curak, kod Skrada (Primorsko-goranska županija). MHE Zeleni vir je derivacijsko protočna hidroelektrana, a započela je s radom 1922. Instalirani volumni protok je 4,2 m3/s (2 x 2,1 m3/s), dok je neto konstruktivni pad vode 50 metara. Instalirana snaga MHE Zeleni vir je 1,7 MW (0,9 MW + 0,8 MW). Srednja godišnja proizvodnja električne energije je 7,7 GWh, dok je maksimalna ostvarena godišnja proizvodnja bila 9,4 GWh (1984.). 

## Hidroelektrane na Dobri i Kupi

### Hidroelektrana Lešće
Hidroelektrana Lešće ili HE Lešće je prva hidroelektrana izgrađena u Hrvatskoj od kada je Hrvatska postala samostalna država. Planovi za njenu gradnju su postojali još od 1980-tih godina, a po njima je Lešće trebala biti druga od 5 planiranih hidroelektrana na rijeci Dobri (prva je Hidroelektrana Gojak izgrađena još 1959.). Prema studiji Elektroprojekta d.o.o. iz 1995. procijenjeno je da bi cijela izgradnja hidroelektrane trebala koštati oko 90 milijuna američkih dolara, što je na kraju i bila cijena glavnog dijela izgradnje projekta (oko 440 milijuna kuna). Ukupna investicija je na kraju ipak narasla do astronomskih 700 milijuna kuna pri puštanju u probni pogon u rujnu 2010.

### Hidroelektrana Gojak
Hidroelektrana Gojak ili HE Gojak je protočna (točnije akumulacijsko/protočna) hidroelektrana koja ima brane na rijekama Ogulinskoj Dobri i Zagorskoj Mrežnici, a strojarnicu na Gojačkoj Dobri. Prema planovima na rijeci Dobri bi trebalo biti 5 hidroelektrana, a uz HE Gojak je 2010. puštena u rad i HE Lešće. Ukupna instalirana snaga HE Gojak je 55,5 MW (3 Francisove turbine x 18,5 MW iz 1959. i obnovljene 2006.). Raspoloživi konstruktivni pad vode je 118 metara. Ukupni instalirani volumni protok je 57 m3/s (3 x 19 m3/s). Srednja godišnja proizvodnja električne energije je 191 GWh, dok je masimalna proizvodnja bila 280 GWh (2010.). HE Gojak je puštena u pogon 1959.

### Mala hidroelektrana Ozalj
Mala hidroelektrana Ozalj ili MHE Ozalj je mala hidroelektrana, koja je smještena u Ozlju, na rijeci Kupi, u Karlovačkoj županiji. MHE Ozalj ima instaliranu snagu 5,5 MW (3 x 1,1 MW + 2 x 1,1 MW) i spada u protočni tip hidroelektrane. Instalirani protok je 85 m3/s (3 x 17 m3/s + 2 x 17 m3/s). Neto pad je 9,2 metara. Prosječna godišnja proizvodnja električne energije je 23,13 GWh, dok je najviše proizvedeno 1984., i to 28 GWh. U početku “Munjara” je služila samo za javnu rasvjetu grada Karlovca, a potrošnja je bila besplatna. Mala hidroelektrana uvelike je pripomogla razvoju ne samo Ozaljske, već i karlovačke industrije, posebice kada je izgrađen 20 kV-ni dalekovod, koji je spajao hidroelektranu s Dugoreškim tvornicama.

## Hidroelektrane na Zrmanji

### Reverzibilna hidroelektrana Velebit
Reverzibilna hidroelektrana Velebit ili RHE Velebit građena je od 1978. do 1985. godine, a u redovnoj je proizvodnji od 1984. godine. Reverzibilna hidroelektrana Velebit je koštala astronomskih 1,25 milijardi njemačkih maraka, što bi u današnje vrijeme bilo više od 600 milijuna eura. Gornje umjetno jezero se zove Štikada, te se nalazi iza Velebita na Gračačkoj visoravni. U to jezero se ulijevaju sve okolne vode, koje su s tim jezerom povezani kanalom (rijeka Ričica) ili podzemnim tunelom dugim 2 825 metara (rijeka Otuča). Voda iz jezera Štikade se u turbinskom radu spušta dolje i koristi za proizvodnju električne energije, a u crpnom radu se ta ista voda pumpa u to gornje jezero. Prosječni srednji godišnji dotok u to jezero je 11,94 m3/s. Hidroelektrana je puštena u pogon 1984., te manje više nije radila za vrijeme Domovinskog rata, tj. radila je ispod minimalne snage, pa se nakon rata morala obnoviti. Ukupna instalirana snaga hidroelektrane je 276 MW (instalirana snaga vodnih turbina), dok je u crpnom režimu snaga 240 MW (instalirana snaga crpki).

## Hidroelektrane na Rječini

### Hidroelektrana Rijeka
Hidroelektrana Rijeka je visokotlačno derivacijsko postrojenje, te protočna hidroelektrana koja koristi vode vodotoka Rječine. Strojarnica je smještena na koti 5 m nad morem, uz korito Rječine, blizu morske obale. Zahvat vode je smješten nekoliko kilometara uzvodnije u koritu Rječine, na koti 229,5 m nad morem. Izgradnjom betonske gravitacijske brane visine 35 m na Rječini kod sela Grohovo ostvaren je zahvat vode za hidroelektranu i umjetno jezero korisnog obujma 470 000 m3. Maksimalni radni vodostaj u umjetnom jezeru je 229,5 m nad morem. Na sredini brane nalaze se dva preljevna polja, sa zaklopkama za evakuaciju velikih voda.

## Hidroelektrane na Dravi
Rijeka Drava ukupne je slivne površine 42 238 km2, a protječe kroz 5 europskih država. Njena duljina u Hrvatskoj je 323 kilometra. Na Dravi su izgrađene 3 hidroelektrane: HE Varaždin (1975.), HE Čakovec (1982.) i HE Dubrava (1989.), a ukupno na cijelom toku su 22 hidroelektrane. Hidroelektrane su višenamjenske, a glavne namjene su: proizvodnja električne energije, opskrba vodom, obrana od poplava, zaštita zemljišta od izjedanja (erozija), navodnjavanje, odvodnja, promet. Hidroelektrane su niskotlačne, derivacijske i s umjetnim jezerima za potpuno dnevno i djelomično tjedno izravnanje. Sve tri hidroelektrane imaju mali agregat (proizvodnu jedinicu biološkog minimuma smještenu na brani). Osim toga, HE Čakovec ima jednu, a HE Dubrava dvije male proizvodne jedinice na lijevom drenažnom jarku. Radom sve tri hidroelektrane upravlja se daljinski iz jednog središta, iz tzv. komande lanca smještene u Varaždinu. Time se ostvaruje povećanje proizvodnje električne energije optimizacijom korištenja voda, povećanje pogonske spremnosti agregata planiranjem termina i trajanja poslova održavanja i sigurno provođenje velikih vodnih valova kroz sustav hidroelektrana.

### Hidroelektrana Varaždin
Hidroelektrana Varaždin ili HE Varaždin je smještena na rijeci Dravi, pokraj grada Varaždina, u sjeverozapadnom dijelu Hrvatske (Varaždinska županija), umjetno jezero je manjim dijelom u Republici Sloveniji). HE Varaždin na dionici dugoj 28,5 kilometara rijeke Drave ima više namjena: brani zemljište i naselja od poplava i erozivnog djelovanja, opskrbljuje vodom (šećeranu u Ormožu u Sloveniji), odvodnjava prekomjerno vlažno zemljište, stvara uvjete za gravitacijsku odvodnju doline i gravitacijsko natapanje zemljišta, a ima uvjete za razonodu, izletnički turizam i šport. Hidroelektrana Varaždin je izgrađena u relativno kratkom vremenu (4,5 godine), a u rad je puštena 1975. Početak izgradnje bio je 1970., a završetak i puštanje u rad elektrane 1975. Hidroelektrane na Dravi počele su se projektirati ranih sedamdesetih godina prošlog stoljeća na visokoj stručnoj razini (Elektroprojekt, Zagreb, u suradnji Građevinskim fakultetom u Zagrebu, institut Geoexpert i Institut građevinarstva Hrvatske, istražni radovi Geotehnika, Zagreb, i IGH, Zagreb). Dalekovidnost prihvaćenih zaključaka u studijama i projektima našla je svoju potvrdu tijekom uporabe.

### Hidroelektrana Čakovec
Hidroelektrana Čakovec ili HE Čakovec je hidroelektrana smještena na rijeci Dravi, a najpoznatija je po tome što je prva hidroelektrana u Hrvatskoj s cijevnim turbinama u strojarnici. To je višenamjensko postrojenje koje koristi potencijal rijeke Drave za proizvodnju električne energije, štiti taj prostor od poplava, poboljšava opskrbu vodom i odvodnju, omogućuje gravitacijsko natapanje poljoprivrednih površina uz dovodni kanal, te omogućuje uvjete za razvoj športa i rekreacije. HE Čakovec se nalazi i u Međimurskoj i dijelom u Varaždinskoj županiji (dionica rijeke Drave Varaždin - Hrženica). HE Čakovec je derivacijska hidroelektrana s umjetnim jezerom (akumulacijom) za dnevno i djelomično tjedno uređenje dotoka. Ukupna instalirana snaga HE Čakovec je 76 MW (2 cijevna agregata x 38 MW iz 1982.). Uz HE Čakovec se nalazi i MHE Čakovec (Mala hidroelektrana Čakovec) koja ima jedan cijevni agregat snage 1,1 MW iz 1982. i mHE Čakovec (Mini hidroelektrana Čakovec) koja ima jednu malu Kaplanovu turbinu snage 0,34 MW iz 1983. Raspoloživi bruto konstruktivni pad vode je 17,5 metara. Ukupni instalirani volumni protok je 500 m3/s. Koristan obujam umjetnog jezera je 10,5 hm3. Srednja godišnja proizvodnja električne energije je 349 GWh, dok je masimalna proizvodnja bila 440 GWh (2009.). Normalni uspor umjetnog jezera je 168 metar nad morem.

### Hidroelektrana Dubrava
Hidroelektrana Dubrava ili HE Dubrava je hidroelektrana smještena na rijeci Dravi i posljednja je u nizu od 3 hidroelektrane kojima se uređuje i koristi Drava u Hrvatskoj do ušća Mure. Morfološka i druga svojstva rijeke na toj su dionici uvjetovale da se najveći pad postiže usporavanjem. U odnosu na uzvodne hidroelektrane, brana HE Dubrava je najviša, umjetno jezero najveće (iza Peruče i Kruščice treće po veličini umjetno akumulacijsko jezero u Hrvatskoj), a derivacijski kanal najkraći. Hidroelektrana se sastoji od istih glavnih dijelova kao i uzvodne elektrane. Mnoga posebna rješenja koja su prvi put primijenjena na prvoj uzvodnoj brani, ponovljena su ovdje s mnogo više iskustva i sigurnosti. Izgrađena je jedinstvena građevna jama za pokretni dio brane, u koju je procjeđivanje vode smanjeno glinobetonskim uspravnim "visećim" zidovima, čime je ostvarena velika ušteda troškova građenja. Nadalje, pokretnom branom postiglo se 0,5 metara viši uspor nego na uzvodnoj brani pa je došlo do povećanja protočnosti (gotovo 6 000 m3/s), a učinjena su i neka druga poboljšanja. Pripremni su radovi započeli u rujnu 1984., a početak rada HE Dubrava bio je u ožujku 1990. Bio je ugovoren rok izgradnje od 4 godine, a radovi su završeni 9 mjeseci prije roka.

## Hidroelektrane na Krki
Hidroelektrane na Krki obuhvaćaju Hidroelektranu Jaruga, Hidroelektranu Miljacka, Hidroelektranu Golubić, MHE Roški slap i MHE Krčić.

### Hidroelektrana Jaruga
Hidroelektrana Jaruga' ili HE Jaruga je druga najstarija hidroelektrana u svijetu i prva u Europi. Sagrađena je ispod slapa Skradinskog buka na rijeci Krki (danas unutar Nacionalnog parka Krka). Dana 28. kolovoza 1895., samo tri dana nakon prve hidroelektrane na slapovima Niagare pušten je u pogon prvi hrvatski, te jedan od prvih svjetskih elektroenergetskih sustava: Hidroelektrana "Krka" - Šibenik. Nakon HE Krke (kasnije nazvane Jaruga I) 1905. gradi se mnogo veća hidroelektrana Jaruga II. 

### Hidroelektrana Miljacka
Hidroelektrana Miljacka ili HE Miljacka se nalazi na rijeci Krki, 15 kilometara nizvodno od Knina. Osnovni podaci:
- vodotok: rijeka Krka, 15 kilometara nizvodno od Knina, Republika Hrvatska;
- tip brane: derivacijska;
- instalirani protok: 3 x 8 + 1 x 6 m3/s (ukupno 30 m3/s)
- raspoloživi konstruktivni pad: 102 m;
- tip vodne turbine: 4 x Francisova turbina (3 x 1956. + 1 x 1906.);
- instalirana snaga: 3 x 6,4 + 1 x 4,8 MW (ukupno 24 MW);
- godišnja proizvodnja: 122 GWh (2010.);
- godina puštanja u pogon: 1906.

### Mala hidroelektrana Golubić
Mala hidroelektrana Golubić ili MHE Golubić se nalazi na rijeci Butišnici, pritoci rijeke Krke. Osnovni podaci:
- vodotok: rijeka Butišnica, Republika Hrvatska;
- tip brane: derivacijska;
- instalirani protok: 2 x 7 m3/s (ukupno 14 m3/s);
- raspoloživi konstruktivni pad: 59 m;
- tip vodne turbine: 2 x Francisova turbina (1981.);
- instalirana snaga: 2 x 3,75 (ukupno 7,5 MW);
- godišnja proizvodnja: 29 GWh (2010.);
- godina puštanja u pogon: 1981.

### Mala hidroelektrana Roški slap
Mala hidroelektrana Roški slap ili MHE Roški slap je mala hidroelektrana koja je izgrađena je 1909. na položaju Roškog slapa na rijeci Krki i, uz Hidroelektranu Jarugu i Hidroelektranu Miljacku koje se nalaze na istom vodotoku, predstavlja jednu od prvih izgrađenih hidroelektrana u nas i u Europi. Njena je prvobitna namjena bila opskrba električnom energijom rudnika u Siveriću i, kasnije, rasvjete grada Drniša. U svojoj je dugoj povijesti promijenila nekoliko država i vlasnika, da bi s radom prestala u vrijeme Domovinskog rata, za vrijeme kojeg je postrojenje napušteno i uništeno. Sanacija Male hidroelektrane Roški slap otpočela je u ljeto 1997. i okončana je u proljeće 1998., kada je postrojenje pušteno u probni rad. 

### Mini hidroelektrana Krčić
Mini hidroelektrana Krčić ili mHE Krčić ima jednu Francisovu turbinu snage 0,375 MW. Godišnja proizvodnja je 1 GWH (2010.). Nalazi se na rijeci Krki, u blizini Knina i puštena je u pogon 1988.

## Hidroelektrane na Trebišnjici

### Hidroelektrana Dubrovnik
Hidroelektrana Dubrovnik ili HE Dubrovnik je akumulacijska hidroelektrana koja se nalazi u mjestu Plat, 550 metara od mora, 15 kilometara južno od Dubrovnika. HE Dubrovnik je zadnja hidroelektrana na slivu rijeke Trebišnjice, te se nalazi u dvije države: Bosni i Hercegovini i Hrvatskoj, pri čemu je brana, umjetno jezero i dio tlačnog cjevovoda u Bosni i Hercegovine, dok su svi ostali dijelovi postrojenja u Hrvatskoj. HE Dubrovnik koristi vodu rijeke Trebišnjice iz umjetnog jezera Bileća, koje je nastalo izgradnjom brane Grančarevo, dok je sam zahvat vode ostvaren izgradnjom brane Gorica, koja stvara kompenzacijski bazen. Brana Gorica je nizvodno od HE Trebinje, tako je ona donja voda od HE Trebinje, a gornja voda HE Dubrovnik. Umjetno jezero Gorice ima aktivnu akumulaciju s aktivnim spremnikom od 9 x 106 m3. Umjetno jezero Bileća ima akumulaciju od 1 100 milijuna m3 vode. HE Dubrovnik ima instaliranu snagu od 216 MW (2 x 108 MW), s tim da jedna vodna turbina snage 108 MW radi za Hrvatsku, a druga za Bosnu i Hercegovinu.

### Mala hidroelektrana Zavrelje
Hidroelektrana Zavrelje  je mala akumulacijska hidroelektrana u Hrvatskoj. Nalazi se u Mlinima, 12 kilometara jugoistočno od Dubrovnika. Pogon je počeo raditi 1953. Ukupne je snage 2 MW.
Prosječno godišnje proizvodi 4 GWh električne struje, no 2009. i 2010. je proizvodnja bila iznimna, 5,9 GWh, a 2010. više nego dvostruko veća od prosjeka, 9 GWh.

## Vanjske poveznice
Sestrinski projekti
|  | Zajednički poslužitelj ima još gradiva o temi Hidroelektrane u Hrvatskoj |